# Chaparral, Novi Meksiko
Chaparralo je neuključeno područje i popisom određeno mjesto u okruzima Doña Ani i Oteru u američkoj saveznoj državi Novom Meksiku. 
Prema popisu stanovništva SAD 2010., imao je 14 631 stanovnika.
Chaparral je grad-spavaonica obližnjeg grada El Pasa i obližnje vojne instalacije Projektilskog poligona White Sandsa i Fort Blissa. Službeno je dijelom metropolitanskog statističkog područja Las Crucesa. 

## Zemljopis
Zemljopisni položaj je 32°2′6″N 106°25′6″W / 32.03500°N 106.41833°W (32.0442540, -106.4061004). Prema Uredu SAD-a za popis stanovništva, zauzima 153,4 km2 površine, sve suhozemne.
Nalazi se u jugoistočnom kutu okruga Doña Ane i jugozapadnom kutu okruga Otera. Južna granica naselja je granica sa saveznom državom Teksasom i sjevernom gradskom granicom El Pasa. Chaparral je zemljopisno odijeljen od ostatka okruga Doña Ane jer se nalazi s istočne strane Franklinova gorja.

## Promet
Nekoliko važnih prometnica prolazi pokraj Chaparrala: NM 213, NM 404 i U.S. Route 54.

## Stanovništvo
Prema podatcima popisa 2010. ovdje je bilo 919 stanovnika, 298 kućanstava od čega 241 obiteljsko, a stanovništvo po rasi bili su 58,5% bijelci, 1,1% "crnci ili afroamerikanci", 0,7% "američki Indijanci i aljaskanski domorodci", 0,2% Azijci, 0,0% "domorodački Havajci i ostali tihooceanski otočani", 36,3% ostalih rasa, 3,1% dviju ili više rasa. Hispanoamerikanaca i Latinoamerikanaca svih rasa bilo je 84,1%.

## Poznate osobe
- Siddeeq Shabazz, igrač američkog nogometa